# Genís García
Genís García Iscia (Encamp, 18 maggio 1978) è un ex calciatore andorrano, di ruolo centrocampista.

## Palmarès

### Club

#### Competizioni nazionali
- Primera Divisió: 3

FC Santa Coloma: 2009-2010, 2010-2011, 2013-2014
- Copa Constitució: 2

FC Santa Coloma:  2008-2009, 2011-2012
- Supercoppa d'Andorra: 2

FC Santa Coloma: 2007, 2008